# Archivo histórico del movimiento de lesbianas feministas de México
El Archivo Histórico del Movimiento de Lesbianas-Feministas en México, Yan María Yaoyólotl (AHMLFM-YMY) constituye un acervo documental reunido y custodiado por la lesbofeminista etno-eco-comunistay artista mexicana Yan María Yaoyólotl Castro. Contiene el recorrido histórico de la lucha de las mujeres lesbianas-feministas y lesbofeministas mexicanas desde la década de los setenta del pasado siglo XX a la actualidad, en su lucha por la emancipación de todas las mujeres del mundo contra la dominación del sistema falopatriarcal.
El archivo cuenta con más de tres mil documentos, y otros dos mil complementarios, almacenados en cuarenta y seis tomos por año desde 1976 a la fecha, en proceso de catalogación con la información respectiva de cada documento y su ubicación histórica.
El sujeto histórico del AHMLFM-YMY es la lucha de las mujeres lesbianas-feministas, particularmente lesbofeministas, por la abolición del falopatriarcado y la construcción de una sociedad justa. Lesbofeminismo ubicado como una de las dos vertientes del feminismo junto al heterofeminismo y como una fuerza política autónoma, completamente independiente de los mercados GBTTTIQ+ y de la Diversidad Sexual, deslindándose de las agrupaciones de mujeres gays, GLBT, GBTTTIQ+ y sobre todo, queer, por su carácter androfalocéntrico y neoliberal.
Sujeto histórico integrado por las diversas organizaciones lésbicas antisistémicas: radicales, anarquistas, libertarias, separatistas, autonomistas, indígenas, socialistas, abolicionistas, comunistas, sindicalistas, de izquierda y revolucionarias comprometidas o solidarias con las luchas de los pueblos, obreras, campesinas, indígenas, migrantes y populares, además de antiimperialistas, anticapitalistas, antirracistas, antisexistas y antiecocidas o separatistas enfocadas exclusivamente en la lucha de las mujeres.
El archivo inicia con la aparición de las primeras organizaciones lésbico-feministas en México en la década 1970, siendo los 70s la experiencia histórica más trascendental por haber enfrentado la represión misógina y lesbofóbica patriarcal milenaria, y por haber establecido los fundamentos y los postulados políticos del movimiento de lesbianas-feministas:
1976, Ákratas,el predecesor, primer grupofeminista lésbico-heterosexual (FLH), feminista, anarquista, radical y separatista fundado por Marcela Olavarrieta;
1977, Lésbos,primer grupo lésbico feminista (LF), lesbianas feministas, fundado por Yan María y Cristina Val.;
1978, Oikabeth, segundogrupo lésbico feminista (LF), lesbianas feministas socialistas, fundado por Yan María, Luz María, Adrianita, María Elena y Lilia y
1979, Lesbianas Socialistas, tercergrupo lésbico feminista (LF), lesbianas feministas socialistas, fundado por Yan María y Luz María.
Posteriormente, a partir de la década 1980 continuaría la lucha lésbica feminista pero enfrentando, además de los enemigos externos (el machismo, la misoginia y la lesbofobia), a nuevos enemigos internos: el generismo (doctrina de género) y el queerismo (doctrina queer) propios de la cultura neoliberal posmoderna que lograron debilitar, desarticular y desmantelar en gran medida al movimiento lésbico-feminista al someterlo a la lógica neoliberal de la diversidad sexual y queer.
No obstante, a pesar de la ofensiva neopatriarcal por acabar con las organizaciones de mujeres, feministas y lesbofeminisas, en 1987 apareció la Coordinadora Nacional de Lesbianas Feministas con 12 grupos lésbicos; en 1997 Enlace Lésbico con 10 grupos y en 2021 el Frente Nacional de Lesbianas Feministas con 9 grupos, así como la realización de 10 marchas en Ciudad de México y 10 en la ciudad de Guadalajara, incluyendo su participación en protestas sociales contra los abusos del sistema neoliberal y múltiples eventos culturales, deportivos, artísticos, debates políticos y numerosas publicaciones como lo ha sido Editorial LesVoz con sus 50 revistas y los videos de eventos.
Desde 1976 a la fecha, el movimiento lésbico se ha mantenido activo ininterrumpidamente en resistencia a pesar de todos los intentos del neopatriarcado por cooptarlo e institucionalizarlo (generismo), de subsumirlo bajo la diversidad sexual (gbtttqismo) o de desaparecerlo (queerismo) al eliminar su sujeto histórico que es su esencia con el borrado de las mujeres.
Desde 2018, el AHMLFM-YMY se encuentra en proceso de digitalización. Su dirección electrónica es: archivolesbico.yanmaria.org

## Laberintos inexplorados. Entre la misoginia y la lesbofobia
En mayo del 2018, se presentó parte del Archivo histórico del movimiento de lesbianas feministas de México en la exposición que llevó por nombre Laberintos Inexplorados. Entre la Misoginia y la Lesbofobia realizada en la Galería José María Velasco, con el objetivo de exhibir los orígenes del movimiento lésbico en México y de mostrar su incidencia social y política a partir de sus inicios en los años setenta. La exposición, de carácter documental, ilustró las demandas y el posicionamiento político que históricamente ha tenido el movimiento lésbico-feminista a partir de una selección de documentos, fotografías, videos y afiches contenidos en el archivo de Yan María Yaoyólotl Castro.

## Presencia en otras muestras
El Archivo histórico del movimiento de lesbianas feministas de México, también ha participado en muestras de archivos de arte feminista mexicanos. Dos de ellas realizadas por el Laboratorio Curatorial Feminista: Re+Acciones. Réplicas y Fracturas en los Archivos de Arte Feminista Mexicanos llevada a cabo en el Centro Cultural Border (un espacio cultural de la Ciudad de México) en noviembre de 2017; y De+Liberaciones. Luchas en diálogo, Feminismos y Disidencia Sexual, que desde enero de 2019 forma parte de la exposición permanente del M68 Memorial 1968/Museo de los Movimientos Sociales albergada en el Centro Cultural Universitario Tlatelolco. Ambas con la finalidad de visibilizar, contextualizar y poner en diálogo la labor archivística e influencia que otras archivistas y artistas feministas mexicanas (como Mónica Mayer, Ana Victoria Jiménez, Lorena Wolffer y Producciones y Milagros Agrupación Feminista A.C) han tenido sobre el movimiento feminista y de las disidencias sexuales en México.
Adicionalmente, algunos documentos del archivo forman parte de la Colección M68: Ciudadanías en movimiento: "Repositorio digital sobre los movimientos sociales que, desde 1968 a la fecha, han impulsado el reconocimiento de derechos en México. De consulta abierta y en permanente construcción, M68 es una iniciativa en la que colaboran múltiples archivos públicos y privados".